# Nuoto ai Giochi della XXXI Olimpiade - 200 metri misti maschili
La gara dei 200 metri misti maschili dei Giochi della XXXI Olimpiade si è svolta il 10 e l'11 agosto 2016.

## Record
Prima della competizione il record mondiale e olimpico era il seguente:
| Record mondiale | 1'54"00 | Ryan Lochte Stati Uniti    | 28 luglio 2011 Shanghai, Cina |
| Record olimpico | 1'54"23 | Michael Phelps Stati Uniti | 15 agosto 2008 Pechino, Cina  |

## Risultati

### Batterie
| Posizione | Batteria | Corsia | Nome                 | Nazionalità   | Tempo   | Note |
| --------- | -------- | ------ | -------------------- | ------------- | ------- | ---- |
| 1         | 2        | 4      | Ryan Lochte          | Stati Uniti   | 1:57.38 | Q    |
| 2         | 2        | 6      | Philip Heintz        | Germania      | 1:57.59 | Q    |
| 3         | 4        | 4      | Michael Phelps       | Stati Uniti   | 1:58.41 | Q    |
| 4         | 2        | 5      | Henrique Rodrigues   | Brasile       | 1:58.56 | Q    |
| 5         | 4        | 5      | Thiago Pereira       | Brasile       | 1:58.63 | Q    |
| 6         | 3        | 4      | Kōsuke Hagino        | Giappone      | 1:58.79 | Q    |
| 7         | 4        | 3      | Hiromasa Fujimori    | Giappone      | 1:58.88 | Q    |
| 8         | 3        | 5      | Wang Shun            | Cina          | 1:58.98 | Q    |
| 9         | 3        | 6      | Andreas Vazaios      | Grecia        | 1:59.33 | Q    |
| 10        | 4        | 6      | Simon Sjödin         | Svezia        | 1:59.41 | Q    |
| 11        | 3        | 3      | Daniel Wallace       | Regno Unito   | 1:59.44 | Q    |
| 12        | 2        | 1      | Alexis Santos        | Portogallo    | 1:59.67 | Q    |
| 12        | 3        | 2      | Jérémy Desplanches   | Svizzera      | 1:59.67 | Q    |
| 12        | 4        | 2      | Eduardo Solaeche     | Spagna        | 1:59.67 | Q    |
| 15        | 4        | 7      | Ieuan Lloyd          | Regno Unito   | 1:59.74 | Q    |
| 16        | 4        | 8      | Bradlee Ashby        | Nuova Zelanda | 1:59.77 | Q    |
| 17        | 3        | 1      | Gal Nevo             | Israele       | 1:59.80 |      |
| 18        | 3        | 8      | Semen Makovich       | Russia        | 1:59.86 |      |
| 19        | 4        | 1      | Diogo Carvalho       | Portogallo    | 2:00.17 |      |
| 20        | 2        | 2      | Travis Mahoney       | Australia     | 2:00.18 |      |
| 21        | 1        | 3      | Raphaël Stacchiotti  | Lussemburgo   | 2:00.21 |      |
| 22        | 1        | 4      | Hu Yixuan            | Cina          | 2:00.70 |      |
| 23        | 1        | 5      | Emmanuel Vanluchene  | Belgio        | 2:01.36 |      |
| 24        | 1        | 6      | Uvis Kalniņš         | Lettonia      | 2:02.34 |      |
| 25        | 2        | 8      | Mohamed Hussein      | Egitto        | 2:02.36 |      |
| 26        | 1        | 7      | Marko Blaževski      | Macedonia     | 2:02.54 |      |
| 27        | 1        | 1      | Ahmed Mathlouthi     | Tunisia       | 2:04.95 |      |
|           | 2        | 3      | Thomas Fraser-Holmes | Australia     | DNS     |      |
|           | 2        | 7      | Federico Turrini     | Italia        | DNS     |      |
|           | 3        | 7      | Dávid Verrasztó      | Ungheria      | DNS     |      |

### Semifinali
| Posizione | Semifinale | Corsia | Nome               | Nazionalità   | Tempo   | Note |
| --------- | ---------- | ------ | ------------------ | ------------- | ------- | ---- |
| 1         | 2          | 5      | Michael Phelps     | Stati Uniti   | 1:55.78 | Q    |
| 2         | 2          | 4      | Ryan Lochte        | Stati Uniti   | 1:56.28 | Q    |
| 3         | 2          | 3      | Thiago Pereira     | Brasile       | 1:57.11 | Q    |
| 4         | 1          | 3      | Kōsuke Hagino      | Giappone      | 1:57.38 | Q    |
| 5         | 2          | 7      | Dan Wallace        | Regno Unito   | 1:57.97 | Q    |
| 6         | 1          | 6      | Wang Shun          | Cina          | 1:58.12 | Q    |
| 7         | 2          | 6      | Hiromasa Fujimori  | Giappone      | 1:58.20 | Q    |
| 8         | 1          | 4      | Philip Heintz      | Germania      | 1:58.85 | Q    |
| 9         | 1          | 5      | Henrique Rodrigues | Brasile       | 1:59.23 |      |
| 10        | 2          | 8      | Ieuan Lloyd        | Regno Unito   | 1:59.49 |      |
| 11        | 2          | 2      | Andreas Vazaios    | Grecia        | 1:59.54 |      |
| 12        | 1          | 7      | Alexis Santos      | Portogallo    | 2:00.08 |      |
| 13        | 2          | 1      | Jérémy Desplanches | Svizzera      | 2:00.38 |      |
| 14        | 1          | 8      | Bradlee Ashby      | Nuova Zelanda | 2:00.45 |      |
| 15        | 1          | 1      | Eduardo Solaeche   | Spagna        | 2:00.47 |      |
| 16        | 1          | 2      | Simon Sjödin       | Svezia        | 2:00.81 |      |

### Finale
| Posizione | Corsia | Nome              | Nazionalità | Tempo   | Note |
| --------- | ------ | ----------------- | ----------- | ------- | ---- |
| Oro       | 4      | Michael Phelps    | Stati Uniti | 1:54.66 |      |
| Argento   | 6      | Kōsuke Hagino     | Giappone    | 1:56.61 |      |
| Bronzo    | 7      | Wang Shun         | Cina        | 1:57.05 |      |
| 4         | 1      | Hiromasa Fujimori | Giappone    | 1:57.21 |      |
| 5         | 5      | Ryan Lochte       | Stati Uniti | 1:57.47 |      |
| 6         | 8      | Philip Heintz     | Germania    | 1:57.48 |      |
| 7         | 3      | Thiago Pereira    | Brasile     | 1:58.02 |      |
| 8         | 2      | Dan Wallace       | Regno Unito | 1:58.54 |      |